# اوتیاگانوو
اوتیاگانوو (به لاتین: Utyaganovo) یک منطقهٔ مسکونی در روسیه است که در باشقیرستان واقع شده‌است.